# Hypoestes cruenta
Hypoestes cruenta är en akantusväxtart som beskrevs av Raymond Benoist. Hypoestes cruenta ingår i släktet Hypoestes och familjen akantusväxter. Inga underarter finns listade i Catalogue of Life.